# Губбио
Гу́ббио (итал. Gubbio) — коммуна в Италии, располагается в области Умбрия, в провинции Перуджа, у подножья горы Инджино.
Население составляет 32 563 человека (на 2004 г.), плотность населения составляет 58 чел./км². Коммуна занимает площадь 525 км². Почтовый индекс — 6024. Телефонный код — 075.

## История
Губбио в прошлом был известен на латыни под названиями Eugubium и Iguvium. История Игувия (умбрск. Ikuvium) восходит к поселению умбров, которое вступило в союз с римлянами. От античных времён сохранилось здание театра. В 1444 году в развалинах храма Юпитера были найдены Игувинские таблицы — наиболее значительный памятник умбрского языка.
Уже в 413 году в Губбио был свой епископ. Средневековый период Губбио провёл как самостоятельная коммуна, непрестанно воевавшая с соседними городами. Упадок могущества губбийского клана Габриэлли привёл к тому, что в 1384 году город заняло урбинское семейство Монтефельтро. До 1624 года Губбио входил в Урбинское герцогство, а потом перешёл к римским папам. В XVI веке он славился на всю Италию своей керамикой.

## Достопримечательности
Губбио выделяется среди умбрийских городов сохранностью и многочисленностью средневековых памятников. Игувинские таблицы хранятся в краеведческом музее, который делит с художественной галереей живописное здание ратуши середины XIV века. Много старинных церквей, включая собор XIII века. Герцогский дворец Федерико да Монтефельтро в деталях напоминает своего знаменитого собрата в Урбино. Посетивший город в начале XX века П. П. Муратов так выразил свои впечатления:

Странный этот город удивляет своей отдельностью, малой связью с соседней Умбрией и дикой суровостью, столь отличной от приветливого Урбино. Вдоль русла глухо рокочущего Метавра раскинулись целые кварталы заброшенных ренессансных дворцов, обращенных в жилище пролетария, с прорубленными в их стенах окнами, с лоджиями, забранными кирпичом, с гербами и рельефами, закопчёнными дымом очага. Древний романский собор, с химерическими символами евангелистов, врезается в самую скалу, и напротив него романтичнейшей руиной раскинут предоставленный природному запустению дворец урбинских герцогов, с дворами, заросшими травой, с великолепными террасами, ныне усаженными прозаическим луком, с залами и кабинетами, где ничто не говорит более о прошлом, кроме герба над уцелевшим камином или дверью и торжественных букв F. E. Duces.
Шедевром искусства интарсии (мозаики по дереву) является студиоло (кабинет) герцога, созданный выдающимся мастером Джулиано да Майано в герцогском дворце Губбио в 1479—1482 годах (не сохранился, имеется воссоздание в Губбио и реплика в Метрополитен-музее в Нью-Йорке).
Каждый год 15 мая в Губбио проходит зрелищный Праздник свечей — красочные мероприятия по переносу на плечах трёх деревянных приспособлений в виде свечи весом в 270—280 кг каждое.
|                 |  |               |  |                                 |
| Праздник свечей |  | Пьяцца-Гранде |  | Палаццо-деи-Консоли (1332-1346) |

## Города-побратимы
- Тан, Франция
- Джессап[англ.], США
- Салон-де-Прованс, Франция
- Вертхайм, Германия
- Сассари, Италия
- Хантингдон, Великобритания
- Годманчестер[англ.], Великобритания